# Hiposfagma

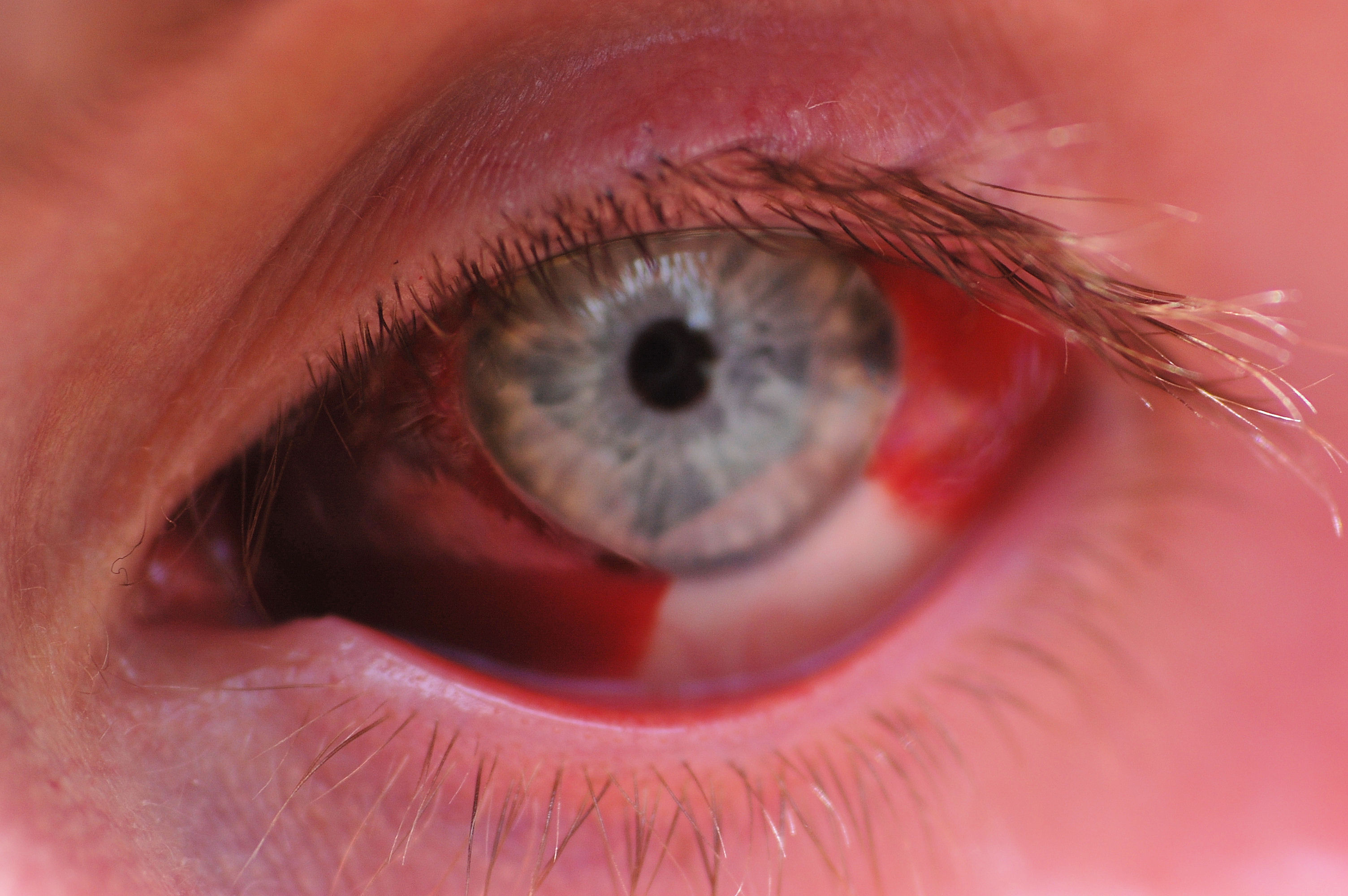
Foto de hiposfagma

L'hemorràgia subconjuntival o hiposfagma és la presència d'un sagnat per sota de la conjuntiva. La conjuntiva conté molts vasos sanguinis petits i fràgils que es poden trencar fàcilment. Quan això succeeix, la sang filtra en l'espai entre la conjuntiva i l'escleròtica.
Aquesta hemorràgia pot ser causada per un esternut o tos sobtada o severa, o per la pressió arterial alta o com un efecte secundari d'anticoagulants com l'àcid acetil salicílic o l'acenocumarol. També pot ser causada per l'aixecament d'un pes, un vòmit, o fins i tot en fregar-se massa els ulls. En altres casos, pot resultar de l'esforç de fer força a causa del restrenyiment. A més, pot resultar com una complicació postoperatòria menor en cirurgies oculars.
Mentre que un hematoma sol aparèixer negre o blau sota la pell, una hemorràgia subconjuntival apareix inicialment de color vermell brillant sota la conjuntiva transparent. Més tard, l'hemorràgia es pot estendre i convertir-se en verda o groga, com un hematoma. En general, desapareix abans de dues setmanes.
Encara que la seva aparença pot ser alarmant, en general, una hemorràgia subconjuntival és una trastorn indolor. No obstant això, pot associar-se a hipertensió arterial, trauma a l'ull o a una fractura de la base del crani si no hi ha un límit posterior de l'hemorràgia visible.

## Etiologia
Sol ser de causa desconeguda encara que també pot haver-hi factors desencadenants tals com un atac de tos, esternuts, maniobres de Valsalva, tractaments amb antiagregants plaquetaris o anticoagulants, traumatismes oculars, crisis hipertensives que sempre han de ser descartades en aquesta entitat, malalties poc freqüents com són les discràsies sanguínies (hemofília, drepanocitosi) i altres alteracions vasculars com angiomes, telangièctasis. També es presenta en casos de trastorns com la bulímia, quan el vòmit induït genera la ruptura de capil·lars molt delicats de l'ull.

## Quadre clínic
Generalment no dona símptomes amb sensació de cos estrany. Desapareix progressivament en un temps variable que pot arribar a ser d'un mes. Normalment es reabsorbeix al cap de 8-10 dies.
La conjuntiva manca d'ancoratge en l'escleròtica i és habitual que durant les hores posteriors a l'aparició d'una hemorràgia, aquesta segueixi estenent-se. Aquesta circumstància no ha de produir alarma.
Davant un hiposfagma cal prendre's la pressió arterial per descartar una descompensació amb xifres tensionals altes o una crisi hipertensiva. Si l'hiposfagma és reiterat, i sobretot si s'acompanya d'hemorràgies cutànies, han d'efectuar-se proves de coagulació.

## Tractament
No en necessita, però cal revisar la pressió arterial.